# SMART (マネジメント)
SMART（SMART基準: 英: SMART criteria、SMART目標: 英: SMART objectives、SMARTゴール: SMART 英: goals）は、プロジェクトマネジメント、従業員の業績管理、能力開発などの領域における目標設定の基準を示す頭字語（アクロニム）である。ビジネスシーンでは、KPIなどの目標を効果的に設定する方法を示したフレームワークとして使われる。通常、SはSpecific（具体的）、MはMeasurable（測定可能）を意味する。AはAchievableまたはAttainable（達成可能）、RはRelevant（関連性のある）、TはTime-bound（期限のある）を意味することが多い。ただし、この単語の割当ては発案者によるものとは相違がある上、後述のように著者によっては別の意味を持たせていることに注意が必要である。
知られている最初の用例は、1981年11月のManagement Reviewに掲載されたジョージ・T・ドランの論文である。SMART目標は、理解しやすく、いつ完了したかを知ることが容易になるという利点があるとされる。SMART基準は、ピーター・ドラッカーの提唱した目標による管理と結び付けられることが一般的である。

## 歴史
1981年11月のManagement Reviewにジョージ・T・ドランによるThere's a S.M.A.R.T. way to write management's goals and objectives.という論文が掲載された。この論文は目標の重要性と目標設定の難しさを論じている。
理想的には企業、部門、部署の目標は以下を満たすべきである。:
- 具体的（Specific） – 具体的な改善項目を示す。
- 測定可能（Measurable） – 進捗測定について、定量化するか、最低限でも目安を与える。
- 割当てられる（Assignable） – 誰が実施するかを定める。
- 現実的（Realistic） – 利用可能な資源の範囲で結果を達成することが現実的であることを示す。
- 期限のある（Time-related） – いつまでに結果を達成するかを定める。

上記の基準は、全ての管理階層において全ての目標を定量化すべきだと主張しているわけではない。定量化を試みることが現実的でない状況はあり、特に中間管理職においてはそうである。実務に携わる管理者と企業にとっては、定量化を追求することによって、抽象的な目標の持つ利点を失う可能性もある。本当に重要なのは目標と実行計画を結合させることであり、経営管理においては目標だけでなくこの結合に注力しなければならない。
—ジョージ・T・ドラン、There's a S.M.A.R.T. way to write management's goals and objectives

## 現在の様々な定義
出典ごとに相違のあるSMARTの各文字が示す基準を以下の表にまとめる。
| 文字 | 一般的基準                                                 | その他の基準 |
| ---- | ---------------------------------------------------------- | --- |
| S    | 具体的（Specific）                                         | 戦略的かつ具体的（Strategic and specific） |
| M    | 測定可能（Measurable）                                     | 動機付ける（Motivating） |
| A    | 達成可能（Achievable または attainable）                   | 割当てられる（Assignable） （当初の定義）, 合意された（Agreed）, 行動志向の（action-oriented）, 野心的な（ambitious）, 会社のゴールと整合している（aligned with corporate goals）, 合意され達成可能な（agreed, attainable and achievable）   |
| R    | 関連性のある（Relevant）                                   | 現実的な（Realistic）, 資源が利用できる（resourced）, 合理的な（reasonable）, 現実的で資源が利用できる（realistic and resourced）, 結果に基づく（results-based）                                                                             |
| T    | 期限のある（Time-bound） or 時間の限られた（time-limited） | 追跡可能な（Trackable）, 時間に基づく（time-based）, 時間志向の（time-oriented）, 時間と資金の制約がある（time/cost limited）, タイムリーな（timely）, 期限を意識した（time-sensitive）, 時間的枠組み（timeframe）, テスト可能な（testable） |

## 基準追加の例
基準を追加するために新たな文字を加えた例を以下に示す。
- SMARTER
  - 評価されレビューされた（Evaluated and reviewed）[3]
  - 整合的に評価し、熟練を認める（Evaluate consistently and recognize mastery）[4]
  - エキサイティングかつ記録された（Exciting and Recorded） [20]
- SMARTTA
  - 追跡可能かつ合意された（Trackable and agreed）[12]
- SMARRT
  - 現実的かつ関連性のある（Realistic and relevance） – 「現実的」とは与えられ使用可能な資源の範囲で実施できることを意味し、「関連性のある」とは目標が上位のビジョンと整合していることを意味する[21]。

## その他の頭字語
目標設定の基準に関する他の頭字語もある。
- CLEAR[22]
  - 協力する（Collaborative）
  - 限られた（Limited）
  - 感情的な（Emotional）
  - 評価可能な（Appreciable）
  - 改善可能な（Refinable）
- PURE[23]
  - 前向きに記述される（Positively stated）
  - 理解される（Understood）
  - 関連性のある（Relevant）
  - 倫理的な（Ethical）
- CPQQRT[24][25]
  - コンテキスト（Context）
  - 目的（Purpose）
  - 質（Quality）
  - 量（Quantity）
  - 資源（Resources）
  - 時間（Time）